# Verre progressif
 (août 2019).
Si vous disposez d'ouvrages ou d'articles de référence ou si vous connaissez des sites web de qualité traitant du thème abordé ici, merci de compléter l'article en donnant les références utiles à sa vérifiabilité et en les liant à la section « Notes et références ».

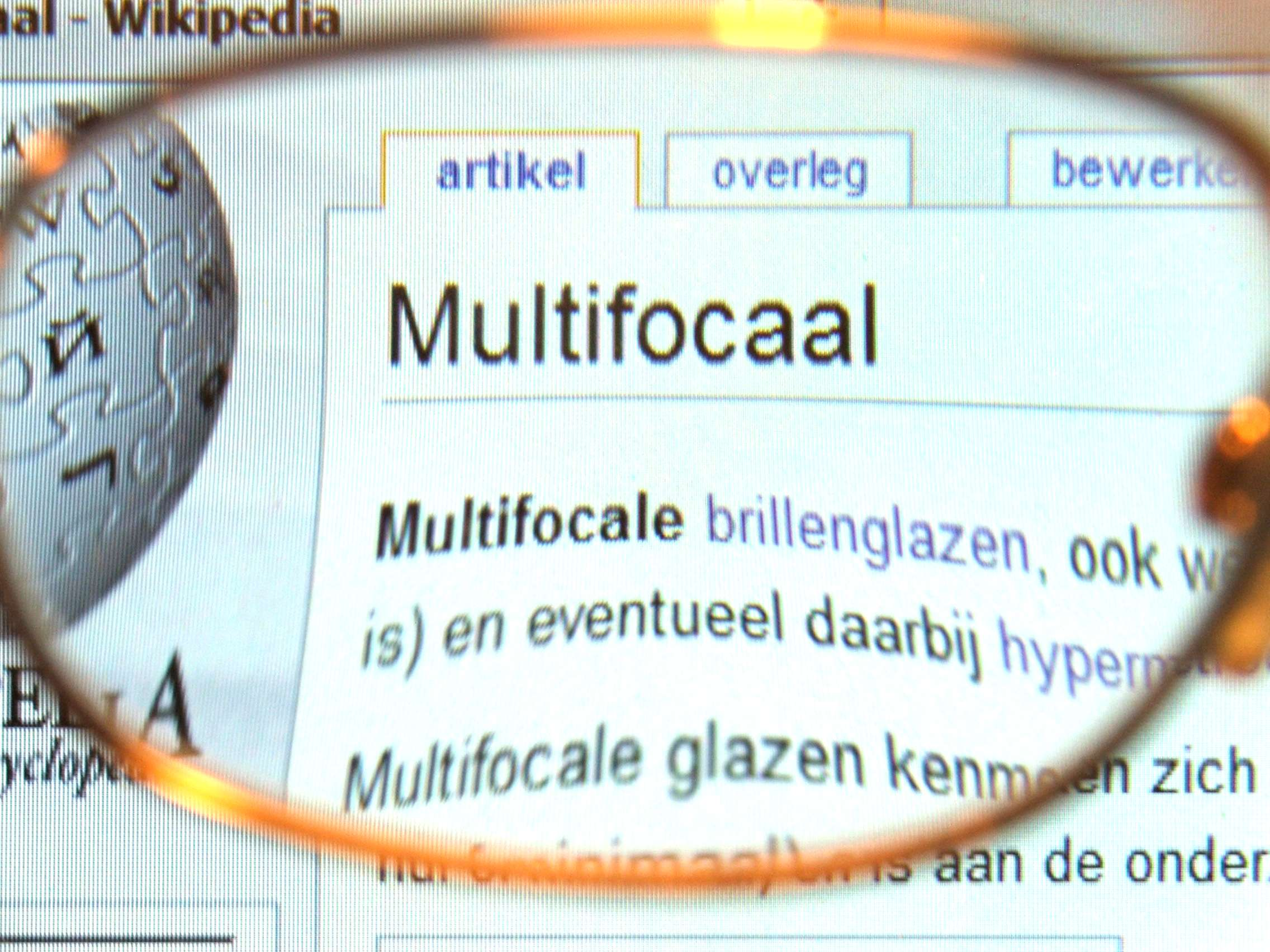
Verre progressif.

Un verre progressif est un type de verre correcteur utilisé en lunetterie pour corriger la presbytie. Inventé par le Français Bernard Maitenaz, le premier modèle est commercialisé en 1959 sous la marque Varilux, propriété de la « Société des Lunetiers » (SL), devenue Essel, qui fusionne par la suite avec la société Silor pour donner naissance à Essilor. Il permet aux porteurs de lunettes équipées de ce type de verre correcteur de voir net un objet à toutes les  distances, le verre étant façonné de manière à changer graduellement de correction.

## Physionomie d'un verre progressif
Un presbyte ayant besoin de corriger de plus en plus sa vision à mesure qu'il observe des objets de plus en plus rapprochés, un verre progressif présente une puissance corrective (l'addition) progressive sur la surface du verre, allant d'une zone où la puissance est presque nulle (mise à part la correction éventuelle d'autre trouble de la vue) à une zone où la puissance est la plus forte. Classiquement, une personne regarde des choses rapprochées vers le bas (lecture d'un journal, épluchage de légumes…) et regarde des choses éloignées vers le haut (regarder un feu tricolore, un paysage, le ciel). Partant de ce constat, les verres progressifs présentent leur zone de plus faible correction dans la partie haute du verre (celle où le presbyte n'a que peu besoin de correction) et leur zone de plus forte correction dans la partie basse.

## Prise en charge des autres troubles de la vue
Les verres progressifs peuvent corriger en même temps les autres troubles de la vue (myopie, astigmatisme, hypermétropie, etc.).

## Fabrication
Les verres progressifs étant des produits complexes dont la puissance doit varier progressivement, ne peuvent être fabriqués qu'en usine. 
Plusieurs étapes sont nécessaires dans le processus de fabrication. Deux technologies sont utilisées pour la fabrication d'un verre progressif : la technique classique et la technique numérique (dite Free Form ou « surfaçage numérique »). Cette dernière est actuellement la plus précise pour surfacer un verre (précision de l'ordre du micromètre) et est disponible sur le segment haut de gamme des fabricants. Elle nécessite des machines numériques de haute technologie couplées à des logiciels de calcul puissants pour les piloter.

## Marquage
La norme NF EN ISO 8980-2 impose de pouvoir identifier tout verre progressif après sa fabrication : de fines gravures, seulement visibles dans des conditions particulières, sont faites au laser. Classiquement, un verre progressif possède deux gravures, un repère axial et un repère nasal, qui permet de retrouver le modèle dans les catalogues des fabricants. L'addition est aussi mentionnée sous un des deux repères.
Ces deux symboles sont gravés sur le verre qui est envoyé à l'opticien pour montage. Ce verre est livré rond ou elliptique par le verrier, avec un diamètre plus grand que le verre final. L'opticien doit à son tour tailler le verre à la forme et taille de la monture, il arrive parfois qu'un des deux repères gravés disparaisse au meulage : dès lors, un seul repère figurera sur le verre monté, compliquant son identification.

## Matériaux
Les matériaux utilisés pour la fabrication des verres progressifs sont les mêmes que ceux utilisés pour la fabrication des autres verres correcteurs en lunetterie : verre minéral, verre organique, verre polycarbonate, etc.

## Verres progressifs personnalisés
L'essor de la technologie Free Form permet à certains fabricants de proposer aux opticiens des verres progressifs personnalisés.

## Verres progressifs optimisés
Les verres progressifs optimisés ont été mis au point en associant la technologie de surfaçage numérique à l'intégration, dans le calcul du verre, de paramètres moyens (à la différence des paramètres individuels) issus de bases de données comportant des milliers de porteurs. L'innovation dans ce domaine a été délivrée par Sola Optical en 2004. Ces verres progressifs optimisés sont positionnés dans le segment milieu de gamme, contrairement aux verres progressifs dits « universels » qui, eux, sont fabriqués avec un procédé de surfaçage traditionnel.

## Inconvénients éventuels
Une adaptation du cerveau est nécessaire au début, et il est conseillé de débuter dès l'âge de 40 ans pour combattre les effets de la presbytie.
De plus, les verres progressifs comportent une distorsion périphérique (sur les bords extérieurs éloignés de l'axe). Afin de diminuer cet inconvénient, certains verres progressifs ne comportent pas de correction pour la vue lointaine (verres intermédiaires, ou mi-distance, parfois appelés progressifs d'intérieur ou de bureau : pour travailler au bureau, en particulier sur ordinateur).
Les verres doivent être bien ajustés par l'opticien lors de leur fabrication par rapport à l'axe de vision (à l'aide de repères).
Le prix d'un verre progressif est plus élevé qu'un verre simple. L'impression 3D par moulage permettrait de diminuer ces coûts.